# Clara Janés
Clara Janés Nadal (* 6. listopadu 1940 Barcelona, Španělsko) je španělská spisovatelka a překladatelka z češtiny, turečtiny a perštiny. V roce 1997 jí byla udělena státní cena 'Premio Nacional de Traducción'.

## Život a dílo
Je dcerou básníka Josepa Janése. Vystudovala literaturu a filosofii v Pamploně, posléze srovnávací literaturu v Paříži. V roce 2015 byla zvolena členkou společnosti Real Academia Española (RAE).
Vydala romány Los caballos del sueño (1989) a El hombre de Adén (1991); cestopis Sendas de Rumanía (1989) a sbírky básní Las estrellas vencidas (1964), Vivir (1983), El libro de los pájaros (1999), Paralajes (2002), A Vladimir Holan en su centenario (2005) či Espacios translúcidos (2007).
Je držitelkou literárních cen Premio Internacional de Poesía Jaime Gil de Biedma, Internacional de Poesía Barcarola či Nacional de las Letras Teresa de Ávila. V roce 2000 ji udělil prezident Václav Havel medaili Za zásluhy (I. stupně).